# بيدف
قرية بيدف هي إحدى القرى التابعة لمركز العياط في محافظة الجيزة في جمهورية مصر العربية. حسب إحصاءات سنة 2006، بلغ إجمالي السكان في بيدف 10641 نسمة، منهم 5531 رجل و5110 امرأة.